# Lâm Tâm Như
Lâm Tâm Như (tên tiếng Anh là Ruby Lin, sinh ngày 27 tháng 1 năm 1976 tại Đài Bắc, Đài Loan) là một nữ diễn viên, ca sĩ, người mẫu, nhà sản xuất phim người Đài Loan.
Cô xếp hạng 30 trong danh sách 100 người nổi tiếng của Forbes Trung Quốc vào năm 2013, thứ 36 vào năm 2014, thứ 82 vào năm 2015, và thứ 68 vào năm 2017. Theo Apple Daily, Lâm Tâm Như là nữ diễn viên phim truyền hình Đài Loan có thu nhập cao thứ ba trong năm 2011 và có thu nhập cao nhất vào năm 2012 và 2013.

## Tiểu sử
Lâm Tâm Như sinh ra tại Đài Bắc, Đài Loan, là chị cả của một gia đình có 3 anh chị em, có một người em nhỏ hơn cô một tuổi, người kia nhỏ hơn cô 6 tuổi. Cha cô từng là một doanh nhân và mẹ cô làm việc nội trợ . Sau khi bố mẹ cô ly hôn lúc cô 7 tuổi, cô sống với mẹ. Mẹ đưa cô đến thăm họ hàng người thân ở Nhật mỗi năm.

## Đời tư
Lâm Tâm Như và Lâm Chí Dĩnh quen nhau khi đóng phim Trường Học Bá Vương. Cha của Lâm Chí Dĩnh từng ám chỉ Lâm Tâm Như là người duy nhất mà con trai từng đưa về nhà ra mắt bố mẹ. Mối tình của cặp đôi cũng nhanh chóng kết thúc. Tháng 4 năm 2006, Lâm Tâm Như thay mặt MC Từ Hy Đệ làm chủ trì chương trình Khang Hy đến rồi có Lâm Chí Dĩnh là khách mời. Lâm Chí Dĩnh lần đầu tiên đề cập đến mối tình của hai người và lý do chia tay do cả hai dần bận rộn phát triển sự nghiệp nên dần xa cách nhau.
Từ năm 2002, Lâm Tâm Như nhiều lần bị bắt gặp hẹn hò với đạo diễn Hồng Kông Đường Quý Lễ (唐季禮). Nhưng Lâm Tâm Như chưa bao giờ lên tiếng xác nhận. Đến khi cặp đôi được cho là đã chia tay năm 2008, khi Lâm Tâm Như ra album mới trong đó có nhiều ca khúc nói về tình yêu đã mất, khiến nhiều lời đồn đoán cô lao vào công việc để hàn gắn nỗi buồn. Đại diện của Lâm Tâm Như lên tiếng cả hai chỉ là bạn bè, chưa từng có tình yêu.
Ngày 20 tháng 5 năm 2016, cô và nam diễn viên Hoắc Kiến Hoa chính thức xác nhận mối quan hệ. Ngày 31 tháng 7, cặp đôi tổ chức đám cưới tại đảo Bali, Indonesia. Ngày 2 tháng 8, đám cưới lần 2 (lễ quy ninh) được tổ chức tại khách sạn Palais de Chine Hotel (君品酒店台北) ở Đài Bắc.。
Ngày 6 tháng 1 năm 2017, Lâm Tâm Như sinh con gái đầu lòng nặng 3,3 kg, chiều dài hơn 50 cm bằng biện pháp mổ đẻ tại bệnh viện Phụ sản Trung Sơn Đài Bắc (中山醫院).

## Sự nghiệp
Năm 1994, Lâm Tâm Như gia nhập làng giải trí với vai trò người mẫu bán thời gian.
Năm 1995, cô đóng "Bá vương học đường" cùng Lâm Chí Dĩnh.
Năm 1997 và 1999 với vai diễn Hạ Tử Vy trong phim truyền hình ăn khách Hoàn châu cách cách của nữ văn sĩ Quỳnh Dao, cô nổi tiếng khắp châu Á .
Năm 2000, cô đóng vai chính trong bộ phim Lộc đỉnh ký của Hồng Kông TVB với Trương Vệ Kiện, Thư Kỳ và các nghệ sĩ nổi tiếng khác. Trong bộ phim này, cô vào vai công chúa Kiến Ninh.
Năm 2001, Lâm Tâm Như cùng dàn diễn viên ăn khách hàng đầu làng giải trí Hoa ngữ lúc bấy giờ là Triệu Vy, Tô Hữu Bằng, Cổ Cự Cơ góp mặt trong phim khác chuyển thể từ tiểu thuyết Quỳnh Dao Tân dòng sông ly biệt. Phim thu được thành công lớn ở châu Á. Đây cũng là sản phẩm truyền hình ăn khách nhất Trung Quốc năm 2001.
Năm 2002, cô tham gia bộ phim "Bán sinh duyên".
Năm 2003, cô và nam diễn viên tài năng Trung Quốc Lục Nghị đóng vai chính trong phim thời trang "Trai tài gái sắc". Phim phát trên kênh CCTV 8, Đài Trung ương Trung Quốc. Theo kết quả thống kê của CCTV, đây là phim được xem nhiều nhất trong các chương trình phim của CCTV 8, là phim đánh dấu tên tuổi của Lâm Tâm Như sau "Hoàn châu cách cách" và "Tân dòng sông ly biệt".
Năm 2006, cô đóng "Đại Từ Đường", phim bấm máy quay từ 2006 nhưng vì nhiều lý do mãi đến 2009, phim mới được lên sóng. Vai diễn Trịnh Tú Vân của Lâm Tâm Như xuyên suốt tác phẩm.
Năm 2007, cô vào vai Tô Đát Kỷ trong "Tân bảng Phong Thần". Vai diễn của cô được đánh giá là nàng Đát Kỷ dịu dàng, thánh thiện nhất so với các phiên bản trước.
Năm 2008, cô quay phim truyền hình Đài Loan "Yêu tại đầm Nhật Nguyệt" đóng cặp với nam diễn viên Văn Chương.
Năm 2009, Lâm Tâm Như vào vai nữ chính Đậu Y Phòng trong phim Mỹ nhân tâm kế, là linh hồn của cả bộ phim. Có thể khẳng định "Mỹ nhân tâm kế" là một cột mốc trong sự nghiệp của Lâm Tâm Như. Đây là bộ phim giúp Lâm Tâm Như lấy danh tiếng ở Đại Lục. Bộ phim được đầu tư với mức kinh phí khổng lồ gần 50 triệu tệ (tương đương 7,3 triệu USD)[3], thuộc hàng bom tấn lúc bấy giờ với quy mô và dàn diễn viên vô cùng hùng hậu[4].
Năm 2011, cô đóng "Khuynh thế hoàng phi". Đây là phim đầu tiên Tâm Như làm nhà sản xuất và đóng vai chính. Khuynh thế hoàng phi ra mắt khán giả ở Trung Quốc vào cuối năm 2011, ngay lập tức tạo ấn tượng tốt ngay từ những tập phim đầu tiên. Sau 8 ngày trình chiếu, bộ phim thu hút hơn trăm triệu người xem, phá kỷ lục 11 ngày được Thời đại hôn nhân thiết lập trước đó, sau đó con số đó đã đạt đến ba trăm triệu người xem chỉ sau 17 ngày trình chiếu.
Năm 2012, phim "Tỷ tỷ tiến lên" do cô làm sản xuất và đóng vai chính phát sóng. Phim nhận được quan tâm của đông đảo khán giản, tuy nhiên với hình tượng gái ế ngây ngô, cô không làm hài lòng tất cả người hâm mộ. Cũng trong năm này, cô kết đôi cùng Huỳnh Hiểu Minh trong bộ phim cổ trang "Tinh Trung Nhạc Phi".
Năm 2013, Lâm Tâm Như đóng Võ Mỵ Nương, một vai nhỏ trong tác phẩm "Thiếu niên thần thám Địch Nhân Kiệt" do cô làm nhà sản xuất.
Đầu năm 2014, Lâm Tâm Như gây xôn xao khi đảm đương vai trò nhà sản xuất, đồng thời cũng là nữ chính trong bộ phim cổ trang Tú Lệ giang sơn chi trường ca hành. Ở tác phẩm này, Lâm Tâm Như đã mạnh tay đầu tư hơn 150 triệu NDT (24,5 triệu USD) cho 55 tập phim.
Đến tháng 7/2014, Lâm Tâm Như xuất hiện trong bộ phim kinh dị "Kinh thành nhà số 81". Từ trước khi ra mắt, tác phẩm này đã được kỳ vọng là một bom tấn mới của điện ảnh xứ Trung. Tuy nhiên ít ai nghĩ rằng doanh thu phòng vé của phim lại có thể cao vượt kỳ vọng trong một thời gian ngắn đến vậy. Chỉ tính riêng trong ngày đầu tiên ra mắt, phim đã đạt doanh thu hơn 40 triệu NDT (khoảng 137 tỷ đồng). Sau 3 ngày phim được công chiếu, con số này đã lên đến 150 triệu NDT (khoảng 513 tỷ đồng), lập kỷ lục mới trong dòng phim kinh dị Trung Quốc. Cuối năm 2014, Lâm Tâm Như lại tiếp tục đầu tư sản xuất và đóng vai chính trong phim "16 mùa hạ". Tuy chỉ phát sóng trên kênh truyền hình nhỏ nhưng phim đã đạt được thành tựu đáng kể và trở thành bộ phim có rating tốt nhất của đài PTS từ trước đến nay. Phim nhận được 7 đề cử tại Liên hoan phim Kim Chung 2015.
Năm 2015, cô tham gia phim điện ảnh hài "Đại hỷ lâm môn" cùng Lý Đông Học. Đây là bộ phim nội địa hàng đầu trong dịp Tết Nguyên Đán ở Đài Loan, vượt mốc 100 triệu Đài tệ (3,15 triệu USD) trong 5 ngày và 200 triệu Đài tệ (6,30 triệu USD) vào ngày 3 tháng 3.
Năm 2016, Tú Lệ giang sơn chi trường ca hành lên sóng đài Giang Tô, cũng trong năm này cô đóng vai chính trong phim truyền hình "Hành trình xuyên thời gian kì diệu" cùng Giả Nãi Lượng, đồng thời đóng vai chính trong hai tác phẩm điện ảnh là "Ma cung mị ảnh" và "Ma luân".
Tháng 3 năm 2017, cô trở lại làm việc sau khi tạm dừng công việc từ tháng 12 để chuẩn bị sinh con. Cô đóng vai một người mẹ giàu tình cảm, người sẵn sàng đặt tính mạng của mình để bảo vệ con gái mình trong bộ phim kinh dị bí ẩn "Phía sau nghi can X", được chuyển thể từ tiểu thuyết cùng tên của tác giả Nhật Bản Keigo Higashino do Tô Hữu Bằng làm đạo diễn. Phim mang về cho cô giải Nữ diễn viên chính xuất sắc nhất tại giải thưởng điện ảnh Hoa Đỉnh. Vào tháng 5 năm 2017, cô công bố sự trở lại của mình trong thế giới phim truyền hình Đài Loan với bộ phim truyền hình lãng mạn "Chàng trai của tôi", bộ phim mà cô cũng đóng vai trò sản xuất. Phim được công chiếu trên TTV và GTV vào tháng 12 năm 2017.
Năm 2020, Tâm Như vào vai khách mời đặc biệt trong phim trinh thám "Trò chơi nạn nhân". Tác phẩm gồm tám tập, dẫn đầu lượng người xem trên Netflix Đài Loan. Theo Chinatimes, Lâm Tâm Như "lột xác" với vai "Mỹ nhân rắn độc" tên Lý Nhã Quân. Nhã Quân người Indonesia, lấy chồng Đài Loan, bị bạo hành, từ đó biến đổi tâm lý, gây tội ác. Trên Douban, nhiều khán giả cho biết ấn tượng khi Lâm Tâm Như "lột xác" với vai người đàn bà đen tối, có vấn đề thần kinh. Tác phẩm cho thấy sự đột phá của nữ diễn viên, khác hẳn hình tượng nhân vật chính diện trong phần lớn phim trước đây của cô.
Đầu năm 2021, Lâm Tâm Như ra mắt hai phim do cô sản xuất và tham gia diễn xuất. Đó là phim điện ảnh "Miss Andy" và phim truyền hình "Những rắc rối khi khởi nghiệp". 
Tháng 11 năm 2021, phim "Hoa đăng sơ thượng" gồm 24 tập do cô sản xuất và đóng vai chính được chiếu trên Netflix toàn cầu. Theo thống kê thì ngày thứ 2 sau khi phần 1 gồm 8 tập phim lên sóng thì đạt Top 1 ở Đài Loan.
Năm 2009 cô thành lập công ty riêng, Khuynh thế hoàng phi (2011) là tác phẩm đầu tay của cô với vai trò nhà sản xuất. Phim nhận được sự yêu mến và ủng hộ của đông đảo khán giả. Ngoài ra cô còn đầu tư sản xuất nhiều tác phẩm truyền hình và điện ảnh ăn khách khác.

## Phim

### Truyền hình
- Hoa đăng sơ thượng, vai La Vũ Nông (2021-2022)
- Những rắc rối khi khởi nghiệp, vai Công Dã Tiểu Điểu (2021)
- Trò chơi nạn nhân, vai Lý Nhã Quân (2020)
- Chàng trai của tôi, vai Tô Tiểu Phi (2017-2018)
- Tú Lệ giang sơn chi trường ca hành, vai Âm Lệ Hoa (2016)
- Hành trình xuyên thời gian kỳ diệu, vai Tạ Giai Hân (2016)
- 16 mùa hạ, vai Đường Gia Ny (2014)
- Thiếu niên thần thám Địch Nhân Kiệt, vai Võ Mị Nương (2014)
- Không Phải Hoa Chẳng Phải Sương , vai Tuyết Hoa ( Angel ) (2012)
- Tinh trung Nhạc Phi, vai Lý Hiểu Nga (2012)
- Chị gái tiến lên, vai Uông Minh Minh (2012)
- Lãng quên, vai Vi An (2012)
- Khuynh thế hoàng phi, vai Mã Phức Nhã (2011)
- Công bố độc quyền, vai Phương Chu (2010)
- Tân Hoàn Châu cách cách, vai Hạ Vũ Hà (2010)
- Mỹ nhân tâm kế, vai Đậu Y Phòng (2009)
- Tân Tam Quốc, vai Tôn Thượng Hương (2008-2009)
- Huyện trưởng Lão Diệp (2008)
- Yêu tại đầm Nhật Nguyệt, vai An An (2008)
- Bảng phong thần II, vai Đắc Kỷ (2007)
- Tô Đông Pha (CCTV), vai Vương Phất (2007)
- Đại từ đường (CCTV), vai Trịnh Tú Vân (2006)
- Công chúa Đại Lý (CCTV), vai Đoàn Ngải Nguyệt (2005)
- Đường đến danh vọng (Tinh Quang Đại Đạo), vai Mễ Lộ (2005)
- Âm thanh của sắc màu, vai Tinh Tinh (2005)
- Bản tình ca Paris, vai Mạn Chi (2005)
- Ảo thuật kỳ duyên, vai Lâm Hiểu Mai (2004)
- Mối tình hoa Tử Đằng, vai Lê Diệc Kiều (2003)
- Phi đao phục thù, vai Triết Thái Nguyệt và Vân Nương (2002)
- Trai tài gái sắc, vai Tô Lạp (2002)
- Bán sinh duyên, vai Cố Mạn Trinh (2002)
- Không thể không có em, vai Tư Gia Dịch (2001)
- Thiếu niên Trương Tam Phong, vai Băng Tâm (2001)
- Ô Long Thiên tử, vai Vương Ông Tu (2001)
- Tân Sở Lưu Hương, vai Tư Không Tinh Nhi (2001)
- Tân dòng sông ly biệt, vai Lục Như Bình (2000)
- Tiểu Bảo và Khang Hy, vai Kiến Ninh Công chúa (2000)
- Túy quyền, vai Hồng Ỷ Liên (1999)
- Hoàn Châu cách cách 2, vai Hạ Tử Vi (1998)
- Thiên sư Chung Quỳ, vai Bạch Ngọc
- Thần bếp, vai Hồng Nương (1998)
- Vua đầu bếp, vai Triệu San San (1998)
- Hoàn Châu cách cách, vai Hạ Tử Vi (1997)
- Tân Bao Thanh Thiên, vai Phi Phượng Quận chúa (1997)
- Bản Tango Thượng Hải, vai Y Điền (1997)
- Nhiệm vụ đặc biệt, vai Tô Huệ Như (1996)
- Một kiếp chung tình, vai Bái Bái (1996)
- Thiên sứ giáng trần, vai Dương Thanh Tâm (1996)
- Chốn hậu cung, vai Trần Lệ Thi (vợ của Tề Hồ công tức Tề vương hậu).

### Điện ảnh
| Năm  | Tên                            | Vai                             | Ghi chú      |
| ---- | ------------------------------ | ------------------------------- | ------------ |
| 1995 | Bá vương học đường             | Công chúa                       |              |
| 1998 | Tâm nguyện                     | Mao Muội                        |              |
| 1999 | Bad Girl Trilogy               | Mịnh Tinh                       |              |
| 1999 | Kính ma                        | Judy                            |              |
| 2000 | Never Been To Me               | Tiêu Vinh                       |              |
| 2000 | Đại Doanh Gia                  | Văn Tĩnh                        |              |
| 2000 | Đỗ quốc phù thành              | Mai Gia Huệ                     |              |
| 2000 | Lôi đình chiến cảnh            | Ruby                            |              |
| 2001 | Hoạt Họa Phong Vân             | A Mộng                          |              |
| 2004 | Tôi Yêu Thiên Thượng Nhân Gian | Lưu Hải                         |              |
| 2004 | Sinh tử cấp tốc                | Tôn Hân Hân                     |              |
| 2005 | DragonBlade                    | Ba Liba                         | Lồng tiếng   |
| 2005 | Nhất Tiễn Song Điêu            | Hinh Hinh                       |              |
| 2009 | Bông Hồng Đêm                  | Diệp Mai Quế                    |              |
| 2009 | Phi Thường Hoàn Mỹ             | Lục Tiểu Tịch (Lucy)            |              |
| 2010 | Đáng kiếp độc thân             | Phi Nhi                         |              |
| 2010 | Không người lái                | Vương Đan                       |              |
| 2012 | Giày Tú Hoa                    | Tô Nhị                          |              |
| 2013 | Nhà ma                         | Hạ Lập Đông                     |              |
| 2013 | Khuynh thành                   | Tần Tiêu Hùng                   |              |
| 2013 | Phi thường hạnh vận            | Lục Tiểu Tịch                   |              |
| 2014 | Điềm Mật Sát Khí               | Vợ tương lai                    | Khách mời    |
| 2014 | Nhà 81 Kinh Thành              | Lục Điệp Ngọc / Hứa Nhược Khanh |              |
| 2015 | Đại hỷ lâm môn                 | Lý Thục Phân                    |              |
| 2016 | Ma cung mị ảnh                 | Mạnh Tư Phàm                    | Nhà sản xuất |
| 2016 | Ma luân                        | Lưu Thần Thần                   |              |
| 2017 | Phía sau nghi can X            | Trần Tịnh                       |              |
| 2021 | Miss Andy                      |                                 | Nhà sản xuất |

## Kịch
| Năm  | Tên                           |
| ---- | ----------------------------- |
| 2010 | Sweet Sweet Love (Tian Mi Mi) |

## Sách
| Năm  | Tên                              | Ghi chú         |
| ---- | -------------------------------- | --------------- |
| 1999 | Spring Emotion / 春情            | photo album     |
| 1999 | Sharing / 心如心語               | photo album     |
| 2000 | Love in Great Britain / 英倫情人 | photo album     |
| 2005 | My Private New York / 私藏心如   | Nhật ký du lịch |

## Giải thưởng và đề cử
| Năm  | Giải                       | Phim                 | Hạng mục                                             | Kết quả   |
| ---- | -------------------------- | -------------------- | ---------------------------------------------------- | --------- |
| 2006 | Chinese TVDrama            |                      | Nữ Diễn viên Đài Loan được yêu thích nhất            | Đoạt giải |
| 2010 | Chinese TVDrama            |                      | Nữ Diễn viên Đài Loan, Hồng Kông được yêu thích nhất | Đoạt giải |
| 2010 | Hoa Đỉnh                   | Phi thường hoàn mỹ   | Nữ Diễn viên điện ảnh được yêu thích nhất            | Đoạt giải |
| 2011 | Hoa Đỉnh                   |                      | Nữ Diễn viên phụ xuất sắc nhất                       | Đoạt giải |
| 2011 | LHP Truyền hình Trung Quốc | Khuynh thế hoàng phi | Nhà sản xuất xuất sắc nhất                           | Đoạt giải |
| 2012 | Quốc Kịch Thịnh Điển       |                      | Nữ Diễn viên có sức lôi cuốn nhất năm                | Đoạt giải |
| 2015 | Quốc Kịch Thịnh Điển       |                      | Nữ Diễn viên thực lực nhất                           | Đoạt giải |
| 2015 | Kim Chung lần thứ 50       | Mười sáu mùa hạ      | Nữ Diễn viên chính xuất sắc nhất                     | Đề cử     |
| 2016 | Hoa Đỉnh                   |                      | Nữ Diễn viên truyền hình xuất sắc nhất               | Đoạt giải |
| 2018 | Hoa Đỉnh                   | Phía sau nghi can X  | Nữ Diễn viên chính xuất sắc nhất                     | Đoạt giải |